# 阮玉良德
阮玉良德（越南语：／；1817年7月26日—1891年5月13日），初名阮玉三春（越南语：／），越南明命帝第4女，生母美人阮氏彬，越南诗人。

## 生平
嘉隆十六年六月十三日（1817年7月26日），阮玉良德在順化京城出生。年少時候非常聰明，深得父親明命帝的喜愛。九歲時，母親阮氏彬生病了，時值萬壽節，明命帝的女兒都已入席，宮廚送進一份大羊尾乳嬭，明命帝分賜給各位女兒。等輪到良德時，她含而不吞。明命帝問她為何不吃，她離席回答說：“我的母親有病不能與宴，享受不了父皇的恩典。我私下聽說這種食物能補身體，想帶回去給母親吃。”明命帝甚是高興，又賜給她一份新的令其帶回去供奉給母親。
阮玉良德稍長後，明命帝賜居貞明殿，命宮中女官教導她學習書史女工，她也都能學得很好。明命九年（1828年）四月，某天夜裏贞明殿失火，延燒帳幕，阮玉良德突然起來，呼喚值班的人，親自監督他們滅火。當時明命帝正在順安出巡，等到回到京城聽說這件事，下令嘉獎她，賜黃金三兩。壽春王有詩“王姬忽作飛來雉，博得安常滿袖金”，即是述說此事。
明命十五年（1834年），明命帝南巡，留公主在慈壽宮侍奉皇太后陳氏璫，深得皇太后歡心，明命帝回宮後，賞賜白玉羊脂配牌。明命十八年（1837年），生母阮氏彬去世，阮玉良德十分悲痛。明命二十一年（1840年），明命帝病重，阮玉良德日夜隨侍湯藥，衣不解帶。逮到明命帝去世時，阮玉良德悲痛至倒地昏迷。
紹治元年（1841年），紹治帝以其喜愛書籍，御賜《大南寔錄前編》和《資治通鑒》各一部。同年，下嫁彰義侯潘文璻第四子、駙馬都尉潘文瑩。婚後兩人十分恩愛。
嗣德元年（1848年），嗣德帝冊封其為安常公主（越南语：／）。嗣德十五年（1862年），駙馬潘文瑩因病去世，公主上疏請求營造生墳，他日去世後好與駙馬合葬。
嗣德十九年（1866年），公主五十歲壽辰，嗣德帝特命皇親和太監前往賀壽。嗣德三十一年（1878年），以公主年高自律，每年加賞一百緡錢和五十方米。咸宜元年（1885年）五月，入值孝思殿，適逢勤王運動爆發，尊室說帶著咸宜帝和三宮逃離京城，公主前往孝陵避亂。當時國內動亂，孝陵守兵逃散，陵內一片狼藉，公主見狀放聲大哭，留下守陵，不肯離去。同年秋，三宮回鑾，公主前往侍奉。等到同慶帝即位，京城安定，公主才回府第。後來因此事屢獲兩宮褒獎。
成泰三年（1891年）春，公主入侍宮中，慈懿太皇太后武氏諧說近來有婕妤阮若氏寫了一片佳作，令公主賡和，成就一件宮闈美談。同年四月六日（1891年5月13日），公主去世，壽七十五歲，諡美淑。
公主晚年喜歡佛道之說，有別號清慈。

## 評價
- 尊人府曾以公主孝行可風為由，為其請旌表。但因皇室不可以平民論之，遂不了了之。
- 綏理王阮福綿寊：我姊柔嘉淵塞，冠被祁祁，言不出閾，王姬尊貴，勤儉謙抑，七戒夙閑，三從維則，有子克孝，有孫侍側，福壽未艾，康寧好德，於穆皇風，自家而國，四方觀感，彤史是式，蓋紀其寔也。

## 家庭
公主與駙馬潘文瑩育有四子。
- 長子潘文輝，蔭授校尉